# Stefan Roy Frederiksen
Stefan Roy Frederiksen (født 19. oktober 1994 i Nykøbing Falster) er forhenværende landsformand for Liberal Alliances Ungdom. Han er gift med den radikale politiker Sigrid Friis.

## Baggrund og uddannelse
Frederiksen er født i Nykøbing Falster og er vokset op delvist i Maribo, Odense og Næstved. Han har både gået på Herlufsholm Skole og Gods og på Flakkebjerg Efterskole, inden han rejste til Michigan, USA og dimitterede fra Cadillac High School.
Han vendte hjem til Danmark og startede på ZBC Næstved i 2012. Her blev han elevrådsformand fra 2012 til 2015, og derudover valgt til forretningsudvalget i Landssammenslutningen af Handelsskoleelever.
Frederiksen har været aktiv i Pulterkammerets Aktivister, hvor han medvirkede til bekæmpning af hævnporno og cybermobning. I 2017 blev han valgt som næstformand for foreningen. Posten bestred han frem til 2018.
Fra august 2017 aftjente Frederiksen sin værnepligt ved Den Kongelige Livgarde, hvor han blev valgt som landstalsmand. I 2018 fik han også tillidshvervet som rådsmedlem i Værnepligtsrådet.
I 2021 dimitterede Stefan Roy Frederiksen fra studiet Teknoantropologi på Aalborg Universitet i København og i 2023 blev han cand.it i Digital Innovation og Management fra ITU.  Han er sidenhen ansat ved Netcompany.

## Politisk karriere
I 2014 meldte Frederiksen sig ind i Liberal Alliances Ungdom. Samme år blev han lokalformand for Liberal Alliances Ungdom Næstved. Foreningen blev i 2015 kåret som årets lokalforening, mens Frederiksen blev kåret som ”Årets liberale fighter” og valgt som medlem af Forretningsudvalget med ansvar for organisationsudvikling.
I marts 2016 efterfulgte han Alex Vanopslagh som landsformand for Liberal Alliances Ungdom efter et kampvalg, hvor også Anders Burlund kandiderede til posten. Som landsformand gjorde Frederiksen sig bemærket ved at tale for en legalisering af hash og hårde stoffer, EU-skepsis og Lolland som frihandelszone. Han var som landsformand medlem af Hovedbestyrelsen i Liberal Alliance. Han blev dog i februar 2017 suspenderet som formand for Liberal Alliance Ungdom efter "mistanke om uretmæssig adgang til to medlemmers konti på sociale medier". Suspenderingen skete samtidigt med en suspendering af formanden for kampagneudvalget Mathias Wehrsdorf. Ved landsmødet den 25. februar 2017 blev han ekskluderet som medlem af Liberal Alliance Ungdom. Københavns Politi valgte dog ikke at rejse en sag i forholdet.
Han deltog i ”demokratiløftet”, et projekt af Everyday for at mindske politikerlede og har også bidraget til en bogudgivelse fra Ungdomsbureauet med titlen ”De engagerede”.
Udover det partipolitiske foreningsliv har Frederiksen bestredet en post i hovedbestyrelsen hos Borgerlige Studerende fra 2015 til 2017. Han har siddet i bestyrelsen for IT-Universitetet i København, Dataetisk Ungeråd og nu bestyrelsen for Dansk IT.
Hans politiske engagement skildres løbende i en dokumentar af videodokumentarist Lise Birk Pedersen.